# Józef Czapski

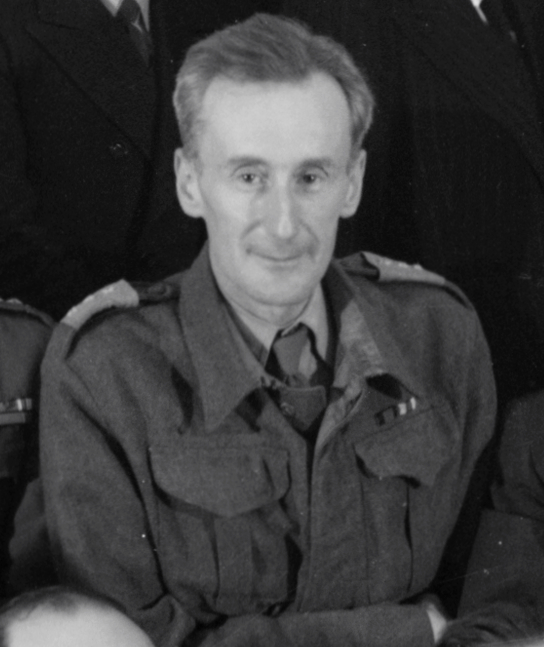
Józef Czapski (1943)

Józef Czapski (* 3. April 1896 in Prag, Österreich-Ungarn; † 12. Januar 1993 in Paris) war ein polnischer Autor und Maler in der Nachfolge des Fauvismus und von Paul Cézanne.
Sein Engagement diente der Aufklärung von Kriegsverbrechen, aber auch künstlerischen Ideen und der eigenen Malerei. Er hielt Vorträge zu Kunst und Literatur im Lager Grjasowez und in Starobelsk bei Charkow, während er sich in sowjetischer Kriegsgefangenschaft befand. Sein Essay über Marcel Proust Vorträge über Proust wurde dort im Winter 1940/41 diktiert und liegt seit 2006 in deutscher Übersetzung vor.

## Leben
Aufgewachsen als Sohn der polnischen Adelsfamilie Hutten-Czapski in Przyluki (Polen), lebte Czapski ab 1909 in Sankt Petersburg, wo er das Abitur ablegte und ein Jurastudium begann.
Im Oktober 1917 wurde er in ein polnisches Regiment kommandiert, das er aus pazifistischer Überzeugung nach einigen Monaten verließ, um nach Petrograd zurückzukehren. Zwar hatte Czapski sich schon 1918 in Warschau in der Akademie der Schönen Künste eingeschrieben, doch wurde sein Studium durch eine Mission unterbrochen, bei der er nach in Russland verschollenen polnischen Offizieren suchte.
An der Kunstakademie in Krakau wurde er 1921 Schüler von Józef Pankiewicz. Gemeinsam mit Kommilitonen wie Peter Potworowski gründete er in den zwanziger Jahren das „Pariser Komitee“ („Komitet Paryski“), woraus sich wahrscheinlich die Bezeichnung der Gruppe als „Kapisten“ erklärt. Die Gruppe wandte sich gegen polnische Malereitraditionen, lehnte aber auch die ungegenständliche Kunst ab. Vorbilder waren die Malerei des Fauvismus, Vincent van Gogh und Cézanne.
Von 1924 bis 1926 war Jósef Czapski mit dem russischen Übersetzer Sergej Nabokov (1900–1945) liiert, einem jüngeren Bruder des später weltbekannten Schriftstellers Vladimir Nabokov. Die beiden wohnten zusammen in Châtillon, wenige Kilometer südwestlich des Pariser Stadtzentrums. Sergej Nabokov wurde 1945 im KZ Neuengamme bei Hamburg ermordet.
Die Kapisten, die 1924 nach Paris gereist waren, blieben dort sechs Jahre statt der ursprünglich vorgesehenen sechs Wochen. Czapski erholte sich 1926 in London von einer Typhuserkrankung und fand dabei Zeit für die Lektüre von Prousts großem Romanwerk Auf der Suche nach der verlorenen Zeit. 1930 reiste er nach Spanien. Die Kapisten hatten Ende der 20er und Anfang der 30er Jahre eine Reihe erfolgreicher Ausstellungen.
Nach dem sowjetischen Einmarsch in Ostpolen Mitte September 1939 wurde Czapski mit seinem Regiment an die Ostfront kommandiert. Er geriet Ende September in sowjetische Kriegsgefangenschaft und wurde in das Sonderlager Starobelsk deportiert. Er gehörte zu den insgesamt 394 polnischen Offizieren, die dem vom Politbüro in Moskau befohlenen Massenmorden im Frühjahr 1940 entgingen, in seinem Fall offenbar wegen einer Intervention des Auswärtigen Amtes in Berlin. Insgesamt fielen den von der sowjetischen Geheimpolizei NKWD begangenen Massakern bei Katyn, Charkow, Kalinin und anderen Orten rund 22.000 polnische Offiziere, Staatsbeamte und Intellektuelle zum Opfer. Im Lager versuchte Czapski trotz Kälte, Hunger und Krankheit, sich durch ein Tagebuch geistig aufrecht zu halten und zeichnete seine Gemälde aus dem Gedächtnis nach. Die Häftlinge mussten keine Zwangsarbeit leisten. Einige Gefangene organisierten Lesungen zu Themen aus verschiedenen Wissensgebieten. Czapski sprach über polnische Malerei, Proust und Delacroix.
Nach dem deutschen Überfall auf die Sowjetunion und dem Sikorski-Maiski-Abkommen trat Czapski 1941 in Tozk in die Anders-Armee ein und erhielt die Anweisung, nach damals namentlich erfassten 15.000 verschollenen Offizieren zu suchen. Im Jahr darauf begleitete er in einer organisatorischen Funktion eine Abteilung der Armee über den Persischen Korridor durch den Iran, den Irak bis nach Palästina, Ägypten und Italien.
1945 wurde er wieder in Paris sesshaft, wo er sich u. a. mit Manès Sperber und André Malraux anfreundete. 1947 war er Mitbegründer der polnischen Zeitschrift „Kultura“. Es folgten Ausstellungen, Buchpublikationen, Vortragsreisen und Auszeichnungen.
1958 lernte er den Künstler Thierry Vernet und seine Frau die Malerin und spätere Restauratorin Floristella Stephani (1930–2007) kennen. Zeitlebens blieb er mit dem Künstlerehepaar befreundet. 1964 stellte Czapski zusammen mit Floristella in der Galerie Grabowski in London aus. 1990 wurde er mit dem Jan-Cybis-Preis ausgezeichnet.
Józef Czapski verstarb 1993 im Alter von 96 Jahren in Paris.

## Ausstellungen
- 1929: Kapisten-Ausstellung in der Galerie Zack in St. Germain-des-Prés
- 1931: Kapisten-Ausstellung in der Galerie Moos in Genf
- 1932: Einzelausstellung in der Galerie Maratier in Paris
- Ab 1950: Ausstellungen in Amiens, Brüssel, Genf, London, Rio de Janeiro und Toronto
- 1964: Zusammen mit Floristella Stephani in der Galerie Grabowski in London
- 1985: Biennale Paris (10 Bilder)
- 1986: Erzbischöfliches Museum Warschau

## Literarische Werke
- Wspomnienia Starobielskie, Rom 1945.
- Unmenschliche Erde, Köln und Berlin 1967.
- Le Tumulte et le Spectre, Paris 1981.
- Proust – Vorträge im Lager Grjasowez, übersetzt von Barbara Heber-Schärer, Friedenauer Presse, Berlin 2006, ISBN 978-3-932109-47-8
- Sabine Mainberger, Neil Stewart (Hrsg.): À la recherche de la recherche : les notes de Joseph Czapski sur Proust au camp de Griazowietz, 1940-1941 : Józef Czapskis Notate zu Proust im Gefangenenlager, Lausanne : Les Éditions Noir sur Blanc, 2016, ISBN 978-2-88250-441-8

## Film
- Andrzej Wolski, Regie:  „Jozef Czapski – 1896–1993 Zeitzeuge eines Jahrhunderts.“ Dokumentarfilm mit Interviews. Frankreich, Polen, 2015. 59 Min.

- Cédric Tourbe, Regie: "Stalins Henker. Das Massaker von Katyn." Frankreich 2020, 90 Min.